# Donaumoerasslak
De donaumoerasslak (Viviparus acerosus) is een slakkensoort uit de familie van de Viviparidae. De wetenschappelijke naam van de soort is voor het eerst geldig gepubliceerd in 1862 door Jules René Bourguignat.